# Carlo Masala
Carlo Masala, född 27 mars 1968 i Köln, är en tysk professor i internationell politik vid Bundeswehruniversitetet i München, samt föreläsare vid Universitetet i München och ledamot av senaten vid Högskolan för politik i München. Sedan 2022 är han känd för en bredare publik genom frekventa framträdanden i tysk tv som expert på Rysslands invasion av Ukraina 2022.

## Uppväxt
Masala föddes 1968 i Köln med en österrikisk mor och en italiensk far. Han växte upp som italienare i Tyskland i Kölns stadsdel Chorweiler, först i Seeberg och senare i Pesch. Under barndomen bodde han även flera år på Sardinien. Under sin uppväxt upplevde han rasistisk diskriminering, till exempel från skolkamrater och lokal polis. Han talar flytande tyska och italienska samt har kunskaper i sardiska.

## Utbildning
Åren 1988–1992 studerade Masala statsvetenskap, tyska och romanska språk i Köln och Bonn. Efter masterexamen arbetade han som forskare i Köln. År 1996 doktorerade han vid Institutet för statsvetenskap och europeiska frågor med en avhandling om tysk-italienska relationer. År 2002 tilldelades han sin habilitation i statsvetenskap.

## Karriär
År 2003 var Masala tillfälligt professor vid Universitetet i München, och 2004 började han vid Nato Defence College i Rom. 2006–2007 var han forskningschefens biträdande chef vid samma college. I juli 2007 tillträdde han professuren i internationell politik vid Bundeswehruniversitetet i München.
Masala betraktar sig som neorealist. Hans forskningsområden omfattar teorier om internationell politik, säkerhetspolitik samt transatlantiska relationer.

## Övriga uppdrag
- Federal Academy for Security Policy(en) (BAKS), ledamot av rådgivande styrelsen (sedan 2015)[11]